# 491
| Calendário gregoriano                                                        | 491 CDXCI                       |
| Ab urbe condita                                                              | 1244                            |
| Calendário arménio                                                           | -61 – -60                       |
| Calendário bahá'í                                                            | -1353 – -1352                   |
| Calendário budista                                                           | 1035                            |
| Calendário chinês                                                            | 3187 – 3188                     |
| Calendário copta                                                             | 207 – 208                       |
| Calendário etíope                                                            | 483 – 484                       |
| Calendários hindus - Vikram Samvat - Calendário nacional indiano - Cáli Iuga | 546 – 547 412 – 413 3591 – 3592 |
| Calendário Holoceno                                                          | 10491                           |
| Calendário islâmico                                                          | 135 BH – 134 BH                 |
| Calendário judaico                                                           | 4251 – 4252                     |
| Calendário persa                                                             | 131 BP – 130 BP                 |
| Calendário rúnico                                                            | 741                             |
| Calendário solar tailandês                                                   | 1034                            |

491 (CDXCI, na numeração romana) foi um ano comum do século V do Calendário Juliano, da Era de Cristo, e a sua letra dominical foi F (52 semanas), teve início a uma terça-feira e terminou também a uma terça-feira. Segundo o horóscopo chinês, foi o ano da Cabra.
| Ano completo                       |
| ---------------------------------- |
| Ano comum com início à terça-feira |

## Eventos
- Anastácio I Dicoro, imperador bizantino.